# Южно-Минусинская котловина
Минуси́нская котлови́на — межгорная котловина в горах Южной Сибири в Хакасии и на юге Красноярского края, южная часть обширной Минусинской впадины. На юге и юго-востоке ограничена северными отрогами Западного Саяна, на западе Абаканским хребтом и восточными отрогами Кузнецкого Алатау, на востоке и северо-востоке отрогами Восточного Саяна. На севере граница проходит по невысоким хребтам Косинский (Азыртал) и Байтакский, отделяющим Южно-Минусинскую котловину от Сыдо-Ербинской.

Южно-Енисейская котловина на карте-схеме Минусинской впадине

Общая площадь котловины составляет 19 000 км², максимальная длина — 210 км ширина — 100 км. В административном отношении котловина расположена в центральной части Хакасии (Алтайский район, части Усть-Абканского, Аскизского, Бейского и Таштыпского районов) и на юге Красноярского края (Минусинский район, части Шушенского, Ермаковского, Каратузского, Краснотуранского и Курагинского районов).

## Рельеф
Рельеф неоднороден. Река Енисей разделяет котловину на две примерно равные части: право- и левобережную. На правобережье (средняя высота 400—450 метров над уровнем моря) холмистый рельеф постепенно переходит в низкогорный. В левобережье, рассечённом долиной реки Абакан, преимущественно равнинный рельеф (300—400 метров над уровнем моря) сменяется по мере приближения к горам Саяна и Кузнецкого Алатау сменяется на мелкосопочный (550—650 метров на уровнем моря).

## Климат

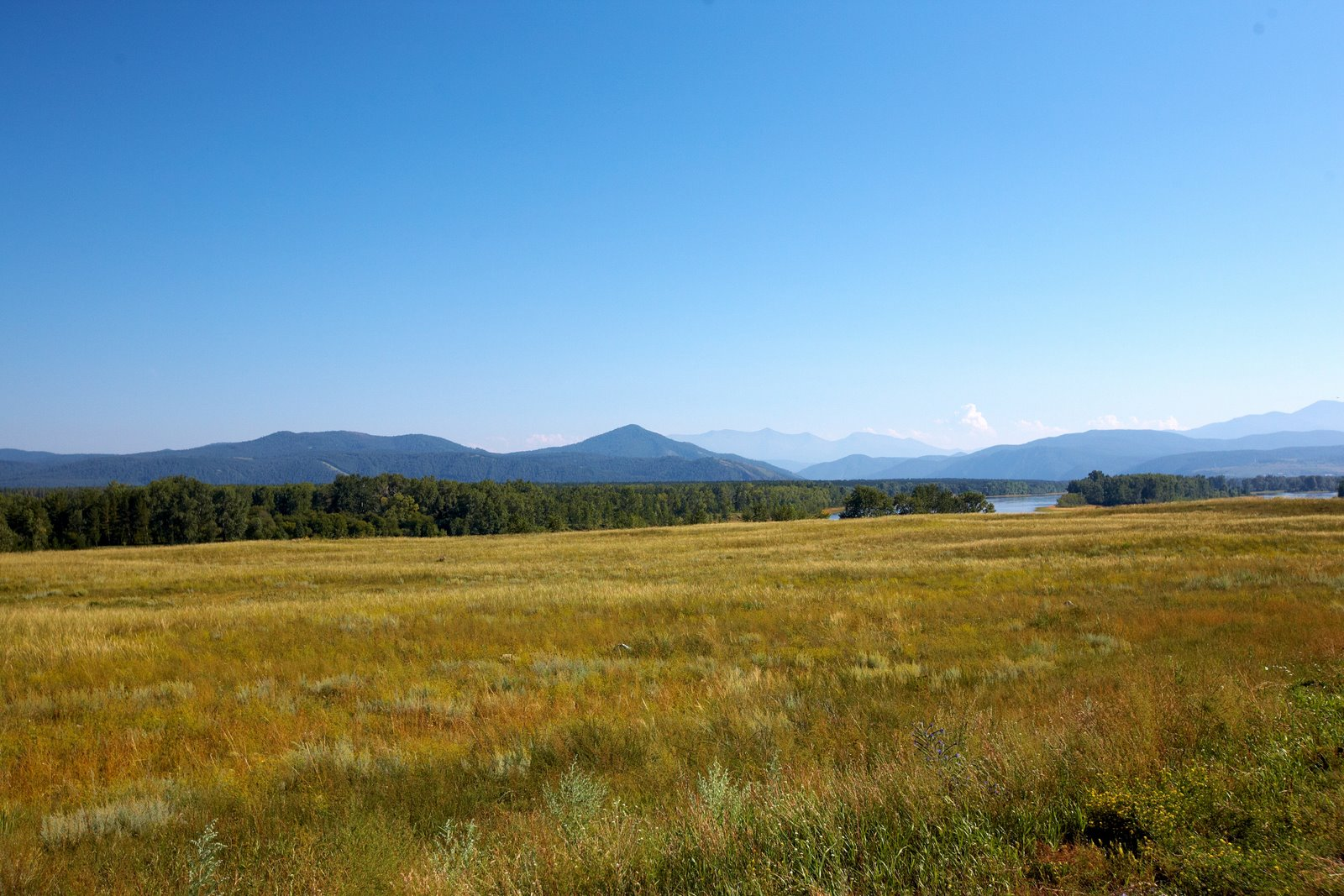
Абаканская степь, Хакасия

Климат континентальный умеренно холодный, с резкими сменами климатических сезонов и выраженными колебаниями температуры воздуха в течение сезонов, месяцев и суток, небольшим количеством выпадающих осадков (250—300 мм при испаряемости в 450 мм), небольшой влажностью и сильными ветрами. Количество осадков уменьшается с севера на юг, обратно пропорционально увеличивается испаряемость. Также на количество осадков оказывают влияние окружающие котловину горные хребты. Дождевая тень Кузнецкого Алатау уменьшает количество осадков в западной части котловины, в то же время оживляющие циклонические процессы наветренные склоны Восточного Саяна увеличивают увлажнение восточной части котловины. Годовая сумма температур свыше 10 С превышает 1800.

## Гидрография
Реки котловины относятся к бассейну реки Енисей. Наиболее крупные притоки Енисея в пределах котловины — Абакан, Оя и Туба. Озёра, как правило, имеют тектоническое происхождение.

## Растительный мир
На выровненных пространствах формируются мелкодерновинные степи, на каменистых субстратах они сменяются каменистыми степями. Ложбин и северные склоны занимают луговые степи. Верхние части сопок выше 500—600 метров над уровнем моря занимают лиственничные леса и луговые степи. В правобережной части котловины сохранились памятники природы — ленточные боры.

## Хозяйственное значение
В течение длительного периода времени основной хозяйственного развития является сельское хозяйство. Во второй половине XX века сформировался Саянский территориально-промышленный комплекс. Расположены предприятия топливно-энергетического, агропромышленного, лесопромышленного комплексов, транспорта, связи, лёгкой промышленности и рекреационного хозяйства. На территории котловины сформировалась относительно крупная полицентричная Южно-Сибирская или Абакано-Минусинская агломерация (города Абакан, Минусинск, Черногорск, посёлок городского типа Усть-Абакан).